# Carlo Vallini
Carlo Vallini (Milano, 18 luglio 1885 – Milano, 11 dicembre 1920) è stato un poeta e drammaturgo italiano.

## Biografia
Cresciuto in Liguria, Vallini consegue la licenza liceale a Torino e successivamente, spinto da suo padre, si imbarca su di un veliero per la Giamaica in qualità di mozzo. Dopo questa esperienza torna a Torino, dove si dedica con passione allo studio delle letteratura, ed instaura una profonda amicizia, testimoniata da un copioso epistolario, con il poeta Guido Gozzano.
Nel 1907 pubblica due raccolte di poesie, Un giorno e La rinunzia, in cui si distingue per una suggestiva grazia e una buona finezza espressiva, nonché per i toni sommessi e malinconici tipici della scuola crepuscolare, di cui Gozzano era il capostipite.
Nel 1909 si laurea a Bologna, e diverrà insegnante in diverse città d'Italia. La sua produzione letteraria intanto non cessa, anzi, si dedica con successo anche al teatro, per cui scrive Radda - Dramma lirico in un atto (1912).
Chiamato sotto le armi, non manca di distinguersi per il suo coraggio: nel 1916 viene insignito della medaglia al valore.
Nel 1920 viene pubblicata la sua traduzione in prosa del poema La ballata del carcere di Reading di Oscar Wilde. Muore nel dicembre dello stesso anno, a causa di un'embolia.